# Bagryana
Bagryana es un cráter de impacto de 101 km de diámetro del planeta Mercurio. Debe su nombre a la poetisa búlgara  Elisaveta Bagriana (1893-1991), y su nombre fue aprobado por la  Unión Astronómica Internacional en 2015.